# Ян Гржебски
Ян Гжебский (Ян Гржебски, пол. Jan Grzebski; 1942—12 декабря 2008) — польский железнодорожник, впавший в кому после столкновения с поездом в 1988 году. Он не выходил из комы 19 лет, до 12 апреля 2007 года.
Врачи, не ожидая, что он очнется, передали больного семье. Много лет за ним ухаживала жена — Гертруда Гжебска, от которой у него было четверо детей. После пробуждения у Яна Гжебский уже было 11 внуков.
В интервью телеканалу TVN24 он заявил: «Теперь на улице все ходят с сотовыми телефонами, а в магазинах столько товаров, что голова идет кругом. Когда я впал в кому, на полках магазинов можно было найти только чай и уксус, мясо выдавали по талонам, повсюду стояли очереди за бензином».
Доктора клиники, где лечился пациент, отрицают, что это была кома. По мнению специалистов, речь может идти об афазии, т.е. нарушениях речи и артикуляции. Между тем доктор Войцех Хагнер, заведующий реабилитационной клиникой Университетской больницы в Быдгоще, после всестороннего обследования пациента, поступившего к нему летом 2007 года, констатировал, что Гжебски впал в так называемый синдром запертого человека, также известный как альфа-кома. Он добавил, что это не церебральная кома.
По словам нейрохирурга Яна Талера, Ян Гжебски большую часть времени мог оставаться в вегетативном состоянии, а его кома могла длиться всего несколько месяцев. Войцех Хагнер подтвердил наличие опухоли в его мозгу, которая могла быть причиной данного состояния. Причиной прихода в сознание могло быть уменьшение опухоли .
Гжебски умер 12 декабря 2008 года предположительно от сердечного приступа.